# John Scott Haldane
John Scott Haldane (1860 - 1936) a fost un fiziolog englez specialist în respirație, care a studiat efectele diferitelor gaze asupra organismului uman.
Fiul său a fost biologul John Burdon Sanderson Haldane.
John Scott Haldane s-a născut la Edinburgh, în Scoția într-o familie de nobili. După absolvirea universității din Edinburgh în 1884 obține diploma de medic, lucrează ca profesor de fiziologie la colegiul din Dundee unde face câteva studii asupra calității aerului din locuințe și școli.  

În 1887 se mută la Universitatea din Oxford, pentru a se alătura unchiului său John Burdon Sanderson, profesor de fiziologie. Aici susține cursuri de medicină și efectuează cercetări medicale.
Între 1892 și 1900, Haldane a introdus noi metode pentru investigarea fiziologiei aparatului respirator și a circulației sângelui precum și analiza gazelor. Acestea sunt hemoglobinometrul, aparat pentru măsurarea nivelului de oxigen și al hemoglobinei din sânge și unul pentru analiza precisă și rapidă a aerului sau amestecuri de gaze. El a fost, de asemenea, o autoritate în studierea efectelelor bolilor pulmonare, cum ar fi silicoza cauzată de inhalarea prafului de siliciu.
În 1906, în colaborare cu John Gillies Priestley, Haldane descoperă că reflexul respirator este declanșat de excesul de bioxid de carbon în sânge și nu de lipsa oxigenului din fluxul sanguin și de asemenea descrie pentru prima dată proprietățile hemoglobinei (efectul Haldane).
Haldane a studiat efectele diferitelor gaze toxice și a monoxidului de carbon întâlnite în locurile de muncă cu spațiu închis ca minele de cărbune, fântâni, rețele de canalizare și prezintă un raport în anul 1896, arătând cauzele îmbolnăvirilor și deceselor care aveau loc.
John Scott Haldane este considerat a fi părintele teoriei moderne de decompresie. Haldane a fost primul om de știință ce a aplicat o abordare științifică asupra decompresiei, iar metodele sale stau la baza majorității teoriilor moderne de decompresie. El completează și dezvoltă cercetările lui Paul Bert, pune la punct teoria decompresiei și stabilește primele tabele de decompresie în trepte pentru scafandri.
Haldane a observat că muncitorii chesonieri care lucrează în tunele sub presiune, cunoscute sub numele de chesoane, prezintă uneori dureri în articulații, artralgii care cauzau o atitudine curbată, paralizie sau chiar deces.  
Aceleași simptome au fost observate și la scafandri care respirau aer sub presiune.
În scopul de a explica aceste observații, Haldane a sugerat că organismul uman reprezintă un grup de țesuturi care absoarbe și elimină gaze la rate diferite. Acest lucru înseamnă că țesuturile au fost expuse simultan la gaze respiratorii la aceeași presiune ambiantă, dar fiecare țesut a reacționat la presiunea gazului într-un mod diferit. El a stabilit un model matematic pentru a descrie modul în care fiecare dintre țesuturi absoarbe și elimină gazele și stabilește niște limite privind valoarea suprapresiunii pe care țesuturile pot tolera. Haldane a folosit noțiunea de presiune maximă admisibilă prin traducerea acesteia în coeficient de suprasaturație critic. 

Haldane introduce conceptul de perioadă de semisaturație și a ales 5 tipuri de țesuturi de 5, 10, 20, 40 și 75 minute. El a demonstrat de asemenea că decompresia atinge o valoare critică când scafandrul este aproape de suprafață.
După efectuarea a numeroase experimente practice în care a folosit capre, Haldane stabilește teoretic pe baza unor ecuații matematice, o procedură de decompresie în trepte cu mai multe opriri în funcție de adâncimea și durata scufundării, care a fost apoi denumită tabelele lui Haldane.
De asemenea, dacă dintr-o cauză oarecare un scafandru este obligat să revină foarte rapid la suprafață, el trebuie ca imediat să se scufunde din nou pentru a reveni la presiunea atmosferică în mod reglementar sau să fie recomprimat într-un cheson special (barocameră) unde este decomprimat în mod lent conform acelorlași tabele.
În anul 1908 Haldane formulează primele reguli precise necesare asigurării unei urcări progresive a scafandrilor la presiunea atmosferică.
Tabelele lui Haldane au fost publicate în același an de Comitetul de scufundare profundă al Amiralității britanice în revista Journal of Hygiene fondată de el în anul 1908. De atunci, modificate de mai multe ori tabelele, lui Haldane au fost adoptate de cele mai multe țări, principiile de bază fiind considerate valabile și în prezent.
În anul 1911, Haldane conduce o expediție pe vârful Pike's Peak pentru a studia efectele presiunii atmosferice scăzute de la altitudini mari, asupra respirației.
În primul război mondial, atunci când germanii au folosit gaze otrăvitoare, la cererea  ministerului de război britanic, Haldane identifică gazul utilizat ca fiind clor și concepe primele măști de gaze pentru front.
Haldane a murit la Oxford în anul 1936, la scurt timp după întoarcerea dintr-o vizită în Persia (Iranul de astăzi), unde a  investigat cazuri de accident vascular cerebral cauzate de căldura generată în rafinăriile de petrol.

## Lucrări publicate
- Methods of Air Analysis, 1912
- Organism and Environment as Illustrated by the Physiology of Breathing, New Haven, 1917
- The New Physiology, 1919
- Respiration, New Haven, 1922
- Mechanism, Life and Personality, 1923
- The sciences and philosophy, London, 1928
- The Philosophical Basis of Biology, London, 1931.
- The Philosophy of a Biologist, Oxford, 1935.